# The McGuire Sisters
The McGuire Sisters – amerykańska grupa wokalna składająca się z trzech śpiewających sióstr: Christine (1926–2018), Dorothy (1928–2012) i Phyllis (1931–2020) McGuire. Ich najpopularniejszymi piosenkami są m.in. „Sincerely”, „May You Always” i „Sugartime”.

## Historia
Wszystkie trzy siostry urodziły się w Middletown, w stanie Ohio, a dorastały w Miamisburgu. Ich matka była w tamtejszym kościele protestanckim ministrem i pozwalała córkom śpiewać w chórku. Siostry zaczęły śpiewać w 1935 (najmłodsza z nich, Phyllis, miała zaledwie cztery lata) i występowały na pogrzebach, ślubach i innych uroczystościach kościelnych. Później śpiewały także w bazach wojskowych i szpitalach polowych (do 1949).
Siostry zostały dostrzeżone przez Karla Taylora, menedżera i założyciela orkiestry. Taylor miał przejeżdżać ze swoją żoną nieopodal kościoła, w którym Phyllis, Christine i Dorothy występowały, i usłyszał ich śpiew. Po niedługim czasie siostry McGuire śpiewały już z orkiestrą Taylora w Van Cleef Hotelu w Dayton.
W roku 1952 wystąpiły w show telewizyjnym Arthur Godfrey’s Talent Scouts. Po tym występie Arthur Godfrey, jego pomysłodawca i prowadzący, zdecydował się zatrudnić je w innych programach telewizyjnych, gdzie występowały przez następne siedem lat, do roku 1959. Występowały m.in. w show Deana Martina, a także Danny’ego Kaye i Miltona Berle.
W swojej karierze śpiewały na żywo także przed znanymi politykami i osobami publicznymi – m.in. przed pięcioma prezydentami Stanów Zjednoczonych: Richardem Nixonem, Geraldem Fordem, Jimmym Carterem, Ronaldem Reaganem i George’em Bushem; a także przed królową brytyjską Elżbietą II.
Ich płyty odniosły w Stanach Zjednoczonych niemały sukces – Sincerely, Picnic i Sugartime sprzedały się w milionowym nakładzie. W roku 1968 siostry zdecydowały o zakończeniu wspólnej działalności. Phyllis przez jakiś czas występowała jeszcze jako solistka, jednak po kilku latach zrezygnowała. Siostry dawały już tylko okazjonalne koncerty. W 2001 zostały wprowadzone na Vocal Group Hall of Fame, a także na Coca-Cola Hall of Fame oraz Headliners’ Hall of Fame.
Dorothy McGuire zmarła 7 września 2012 w Paradise Valley, Arizona w wyniku powikłań choroby Parkinsona.

## Dyskografia
| Rok  | Piosenka                                          | Pozycja na listach przebojów | Pozycja na listach przebojów | Pozycja na listach przebojów |
| Rok  | Piosenka                                          | US                           | US AC                        | UK                           |
| ---- | ------------------------------------------------- | ---------------------------- | ---------------------------- | ---------------------------- |
| 1954 | „Pine Tree, Pine Over Me”                         | 26                           | –                            | –                            |
| 1954 | „Goodnight, Sweetheart, Goodnight”                | 7                            | –                            | –                            |
| 1954 | „Muskrat Ramble”                                  | 10                           | –                            | –                            |
| 1954 | „Lonesome Polecat”                                | 28                           | –                            | –                            |
| 1954 | „Christmas Alphabet”                              | 25                           | –                            | –                            |
| 1955 | „Sincerely”                                       | 1                            | –                            | 14                           |
| 1955 | „No More”                                         | 17                           | –                            | 20                           |
| 1955 | „It May Sound Silly”                              | 11                           | –                            | –                            |
| 1955 | „Doesn’t Anybody Want Me?”                        | –                            | –                            | –                            |
| 1955 | „Something’s Gotta Give”                          | 5                            | –                            | –                            |
| 1955 | „Rhythm 'n Blues”                                 | –                            | –                            | –                            |
| 1955 | „He”                                              | 10                           | –                            | –                            |
| 1955 | „Give Me Love”                                    | 95                           | –                            | –                            |
| 1956 | „Missing”                                         | 44                           | –                            | –                            |
| 1956 | „Picnic”                                          | 13                           | –                            | –                            |
| 1956 | „Delilah Jones”                                   | 37                           | –                            | 24                           |
| 1956 | „Weary Blues”                                     | 32                           | –                            | –                            |
| 1956 | „In the Alps”                                     | 63                           | –                            | –                            |
| 1956 | „Ev’ry Day of My Life”                            | 37                           | –                            | –                            |
| 1956 | „Endless”                                         | 52                           | –                            | –                            |
| 1956 | „Goodnight, My Love, Pleasant Dreams”             | 32                           | –                            | –                            |
| 1957 | „Sugartime”                                       | 1                            | –                            | 14                           |
| 1957 | „Ding Dong”                                       | 25                           | –                            | –                            |
| 1958 | „Volare”                                          | 80                           | –                            | –                            |
| 1959 | „May You Always”                                  | 11                           | –                            | 15                           |
| 1959 | „Summer Dreams”                                   | 55                           | –                            | –                            |
| 1959 | „Peace”                                           | 85                           | –                            | –                            |
| 1960 | „Livin’ Dangerously”                              | 97                           | –                            | –                            |
| 1960 | „The Last Dance”                                  | 99                           | –                            | –                            |
| 1961 | „Just For Old Time’s Sake”                        | 20                           | –                            | –                            |
| 1961 | „Tears On My Pillow”                              | 59                           | 12                           | –                            |
| 1961 | „Just Because”                                    | 99                           | –                            | –                            |
| 1964 | „I Don’t Want To Walk Without You” (Solo Phyllis) | 79                           | 13                           | –                            |
| 1966 | „Truer Than You Were”                             | –                            | 30                           | –                            |